# Ямабе но Акахіто
Ямабе но Акахіто (山部 赤人 або 山邊 赤人, активний у 724–736 роках) — японський поет періоду Нара. До збірки "Манйошю" увійшли 13 чьока та 27 танка його авторства. Більшість з його віршів були написані під час подорожей з імператором Шьому.
Вважається одним з камі поезії і в цій іпостасі відомий також під іменем Вака Нісей. Середньовічний японський поет Фуджівара но Кінто включив Ямабе до списку тридцяти семи безсмертних поетів. Ілюстрації до його віршів створювали різні майстри укійо-е, в тому числі Хірошіґе та Утаґава Кунійоші. Американсько композитор Алан Хованіс використав вірш Ямабе у своїй кантаті Fuji, Op. 182.
Вважається, що Ямабе но Акахіто похований у місті Уда (префектура Нара).